# William Dinwiddie
William Dinwiddie (23 de agosto de 1867 — 17 de junho de 1934) foi um jornalista norte-americano, fotógrafo de guerra, escritor e administrador colonial nas Filipinas. William nasceu em Charlottesville, na Virgínia, Estados Unidos.

## Primeiros anos de vida
William fez alguns cursos na Universidade de Columbia (de 1981 a 1983); e, em seguida, trabalhou como despachante aduaneiro em Corpus Christi, Texas (de 1883 a 1886). Trabalhava para o Bureau de Etnologia Americana (de 1886 a 1895); e depois decidiu mudar de carreira, tornando-se correspondente estrangeiro e fotógrafo.

## Correspondente de guerra

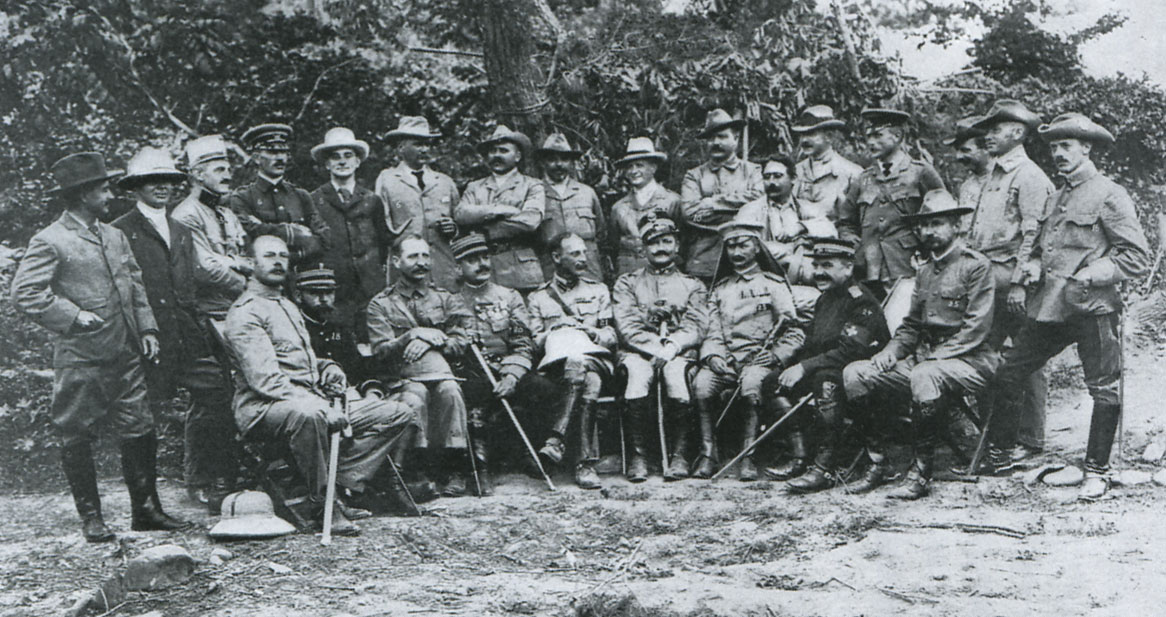
Adidos militares ocidentais e os correspondentes de guerra com as forças japonesas após a batalha de Shaho (1904): 1. Robert Collins; 2. David Fraser; 3. Cap. Francois Dhani; 4. Cap. James Jardine; 5. Frederick McKenzie; 6. Edward Knight; 7. Charles Victor-Thomas; 8. Oscar Davis; 9. William Maxwell; 10. Robert MacHugh; 11. William Dinwiddie; 12. Frederick Palmer; 13. Cap. Berkeley Vincent; 14. John Bass; 15. Martin Donohoe; 16. Cap. ____;　17. Cap. Carl von Hoffman; 18. ____; 19. ____; 20. ____; 21. Gen. Sr. Ian Hamilton; 22. ____; 23. ____; 24. ____; 25. ____.

William foi jornalista e fotógrafo de guerra para a revista Harper's Weekly, durante a Guerra Hispano-Americana, designado a relatar e fotografar as campanhas americana em Cuba e Porto Rico.
Foi correspondente de guerra para o New York Herald, durante a Guerra Russo-Japonesa (1904–1905).

## Vida pessoal
William Dinwiddie se casou duas vezes. Em 1891, se casou com Mary E Towers, a filha de Chatham Moore Towers e Sallie Lewis Nuckolls. Eles foram pais de dois filhos: Dorothy e Redfield Towers Dinwiddie. Em 1901 se casou com Caroline Miller Brooke, filha de William S. Brooke e Mary Shoemaker Hallowell.

## Obras selecionadas
- War Sketches in Truth[2]
- Our New Possessions[2]
- The War in the Philippines[2]
- The War in South Africa[2]